# Meme Bianchi
Meme Bianchi, all'anagrafe Magda Merope Bianchi (Porto Ceresio, 26 aprile 1907 – Milano, 25 ottobre 2000), è stata una cantante italiana.

## Biografia
Eredita la predisposizione al canto dalla madre, Ida Viale, cantante d'operetta, e dalla nonna, Merope Bavestrelli Bianchi, cantante lirica. Da quest'ultima eredita anche il secondo nome, che da piccola non riusciva a pronunciare: così Magda diventa Meme per tutti.
Cresce a Porto Ceresio e ottiene il diploma di maestra elementare, ma il padre non gradisce che ella intraprenda la professione dell'insegnamento, così la giovane inizia a lavorare nell'ufficio di spedizioni del padre alla stazione.
Negli anni tra le due guerre, alcune famiglie di Porto Ceresio avevano dato vita ad una compagnia filodrammatica e in estate mettevano in scena un vero e proprio cartellone nel teatro appena costruito. Alla fine dello spettacolo, tutti chiedevano a Meme di cantare, e una sera del 1933 un villeggiante, amico di discografici, le propone di fare un provino a Milano. Con il pretesto di commissioni da fare nella grande città, Meme si sottopone all'audizione e ottiene un contratto grazie alla sua grande estensione vocale, la sua voce morbida e la sua dizione chiara.
Dopo il primo successo (Maggio, di Bixio e Cherubini), incide centinaia di dischi, molti dei quali sotto la direzione d'orchestra di Mario Mariotti, che diventerà suo marito. Diventa la prima cantante dell'EIAR, esibendosi con le famose orchestre di Petralia e Barzizza. Alla radio interpreta operette come Al cavallino bianco e riviste come I quattro moschettieri, la celebre trasmissione con Nunzio Filogamo legata a un concorso a premi.
Realizza numerose pregevoli incisioni con l'orchestra del Maestro Enzo Ceragioli per l'etichetta Odeon.
Nel 1936 è con la compagnia Schwarz, cantante-attrice nella rivista Bertoldissimo. In Grecia inaugura Radio Atene ed in Svizzera Radio Monteceneri; compie molte tournée in Italia e all'estero con la compagnia "I divi del microfono".
Nel 1939, nella chiesa di Sant'Ambrogio a Porto Ceresio, sposa il maestro Mario Mariotti (1889-1975), compositore, arrangiatore e direttore dell'etichetta discografica Odeon, per la quale lei incide.
Di Mariotti, dal quale avrà la figlia Marcella, porterà al successo E poi... farai di me quello che vuoi e Aranci ("Belle bimbe innamorate gli aranci comprate"), canzone quest'ultima ripresa nel film di Scola Una giornata particolare con Sophia Loren e Marcello Mastroianni. Altri successi di Meme Bianchi sono: Sola in una notte di tormento, Un giorno ti dirò, Il mio amore è un centrattacco, Violino tzigano.
Allo scoppio della guerra continua ad esibirsi in teatro e per i soldati fa un recital accompagnata da una sola fisarmonica sul cacciatorpediniere Grecale. Alla fine i marinai, che avevano chiesto prima al comandante cosa potesse farle piacere per ringraziarla, si presentano in fila con in mano ciascuno un calzino bianco pieno della propria razione di caffè.
Dal '43 al '45 continua a cantare a Radio Monteceneri e dopo la guerra ritorna sui palcoscenici italiani e ad incidere dischi. La sua voce, divenuta più matura e pastosa, è ideale per le incisioni italiane di Les feuilles mortes e di La Vie en rose.
E difatti per qualche anno interpreterà i brani dei più famosi chansonnier.
Nel 1958 smette di cantare e si ritira nel paese natale, riprendendo il lavoro di spedizioniere doganale alla stazione.
È morta a Milano il 25 ottobre 2000.

## Radio EIAR
- No... No... Nanette, operetta di V. Youmans con Meme Bianchi (nella parte di Nanette), Giacomo Osella, Riccardo Massucci, Nina Artufo, Amelia Mayer, orchestra di Tito Petralia 1937.

## Radio Rai
- Il contagocce, Il Boulevard della canzone, canta Memé Bianchi, presenta Franco Pucci, trasmesso febbraio 1956

## Varietà televisivi RAI
- L'usignolo d'argento, a cura di Michele Galdieri, orchestre dirette da Carlo Savina e Armando Fragna, cantano Meme Bianchi, Gianni Ravera, Odoardo Spadaro e Claudio Villa, presenta Rosalba Oletta 1955.